# Rhodocetus
Il Rhodocetus era una antica forma di protobalena, vissuta intorno a 47 milioni di anni fa nell'Eocene, appartenente alla famiglia del protocetidi e discendente dell' Ambulocetus.
Sono stati ritrovati resti fossili di due differenti specie di Rhodocetus entrambi in Pakistan all'interno di sedimenti marini che una volta erano collocati nel nord del mare di Paratetide (il precursore del mar Mediterraneo).